# Acanthocarpus preissii
Acanthocarpus preissii là một loài thực vật có hoa trong họ Măng tây. Loài này được Lehm. mô tả khoa học đầu tiên năm 1848.

## Hình ảnh

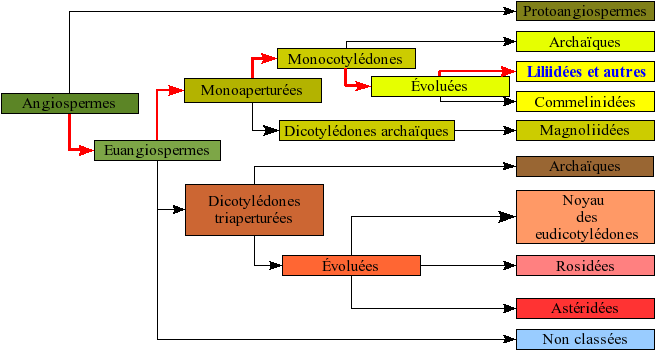